# شورای فرهنگی بریتانیا در تهران
شورای فرهنگی بریتانیا در تهران نهادی نیمه دولتی زیر نظر شورای فرهنگی بریتانیا است که در باغ قلهک تهران قرار دارد. این مؤسسه فرهنگی فعالیت خود را از سال ۱۹۴۲ در تهران آغاز کرد. فعالیت این نهاد در ایران تا انقلاب سال ۱۳۵۷ ایران ادامه داشت. پس از انقلاب این نهاد موفق شد کار خود را از سال ۲۰۰۱ از سر گیرد. به گفتهٔ مقامات بریتانیایی در سال ۲۰۰۸، ۱۳۰۰۰ ایرانی از خدمات این مجموعه استفاده کرده‌اند.

## تعطیلی اجباری
پس از روی کار آمدن دولت محمود احمدی‌نژاد روابط ایران با کشورهای غربی به تیرگی گرایید و به گفته مقامات انگلیسی دولت ایران از تمدید ویزای کارکنان بریتانیایی این مجموعه نیز خودداری کرد.
اندکی پس از آغاز به کار تلویزیون فارسی بی‌بی‌سی که با واکنش شدید دولت محمود احمدی‌نژاد مواجه شد، ۱۶ نفر پرسنل ایرانی این مجموعه به نهاد ریاست جمهوری احضار و تهدید شدند تا از سمت خود کناره‌گیری کنند. بدین ترتیب فعالیت این مرکز در ایران از ابتدای سال ۲۰۰۹ با فشار دولت ایران متوقف شد.
سخنگوی دولت احمدی‌نژاد گفت: «چنین شورایی مجوز نداشته و در پروتکل همکاری سفارتخانه‌ها نیز نبوده‌است». وی همچنین تهدید اتباع ایرانی فعال در این مرکز را رد نکرد و گفت: «مسائل اتباع ایرانی مربوط به حاکمیت کشور است و حاکمیت کشور می‌تواند در مورد اتباعش تصمیم بگیرد».